# Hans Grundberg
Hans Grundberg, född 29 april 1977 i Storkyrkoförsamlingen i Stockholm, är en svensk diplomat.
Grundberg är son till diplomaten Lars Grundberg och psykologen Gunnel Grundberg. Efter studier vid Handelshögskolan i Stockholm tog han civilekonomexamen där. Han har i många år arbetat med internationella frågor, bland annat som ledare för Gulfdivisionen vid Utrikesdepartementet (UD) i Stockholm, då Sverige var värd för de FN-understödda förhandlingarna som resulterade i Stockholmsavtalet 2018. Grundberg blev 2019 EU:s ambassadör i Jemen, utsågs 2021 till FN:s sändebud där och förhandlade 2022 fram det första vapenstilleståndet i landet på sex år.
Grundberg sommarpratade i Sommar i P1 den 16 juli 2025.